# Liste der Monuments historiques in Ménil-la-Horgne
Die Liste der Monuments historiques in Ménil-la-Horgne führt die Monuments historiques in der französischen Gemeinde Ménil-la-Horgne auf.

## Liste der Objekte
| Bezeichnung | Beschreibung                                         | Standort                        | Kennzeichnung | Schutzstatus | Datum | Bild |
| ----------- | ---------------------------------------------------- | ------------------------------- | ------------- | ------------ | ----- | ---- |
| Pietà       | Kalkstein, farbig gefasst, Ende des 16. Jahrhunderts | in der Kirche St-Bénigne (Lage) | PM55002076    | Inscrit      | 1994  |      |
| Taufbecken  | Stein, farbig gefasst, 17. oder 18. Jahrhundert      | in der Kirche St-Bénigne (Lage) | PM55001346    | Classé       | 2000  |      |